# 코소보의 국장

코소보의 국장

유엔 코소보 임시행정부의 문장

코소보의 국장은 2008년 2월 17일에 코소보 의회를 통해 제정되었다. 금색 테두리를 두른 방패 안에는 코소보의 국기 문양이 그려져 있다.

## 같이 보기
- 알바니아의 국장
- 코소보의 국기